# Juta de Meclemburgo-Strelitz
Juta de Meclemburgo-Strelitz (Augusta Carlota Juta Alexandra Jorgina Adolfina; Neustrelitz, 24 de janeiro de 1880 – Roma, 17 de fevereiro de 1946), mais tarde Milica de Montenegro, após sua conversão ao cristianismo ortodoxo, foi uma princesa alemã e esposa do príncipe herdeiro Daniel de Montenegro.

## Biografia

### Início de vida
A duquesa Augusta Carlota Juta Alexandra Jorgina Adolfina de Meclemburgo-Strelitz nasceu em Neustrelitz, sendo a filha mais nova do então grão-duque hereditário Adolfo Frederico V de Meclemburgo-Strelitz e da sua esposa, a princesa Isabel de Anhalt. Tal como a sua irmã Maria, Juta foi educada por amas e tinha pouco contacto com os pais. O ambiente no Palácio de Erbgrossherzog era conhecido pelo seu rigor e etiqueta. Houve um escândalo quando a irmã mais velha de Juta ficou grávida, aos dezanove anos, de um criado do palácio.

### Noivado e casamento

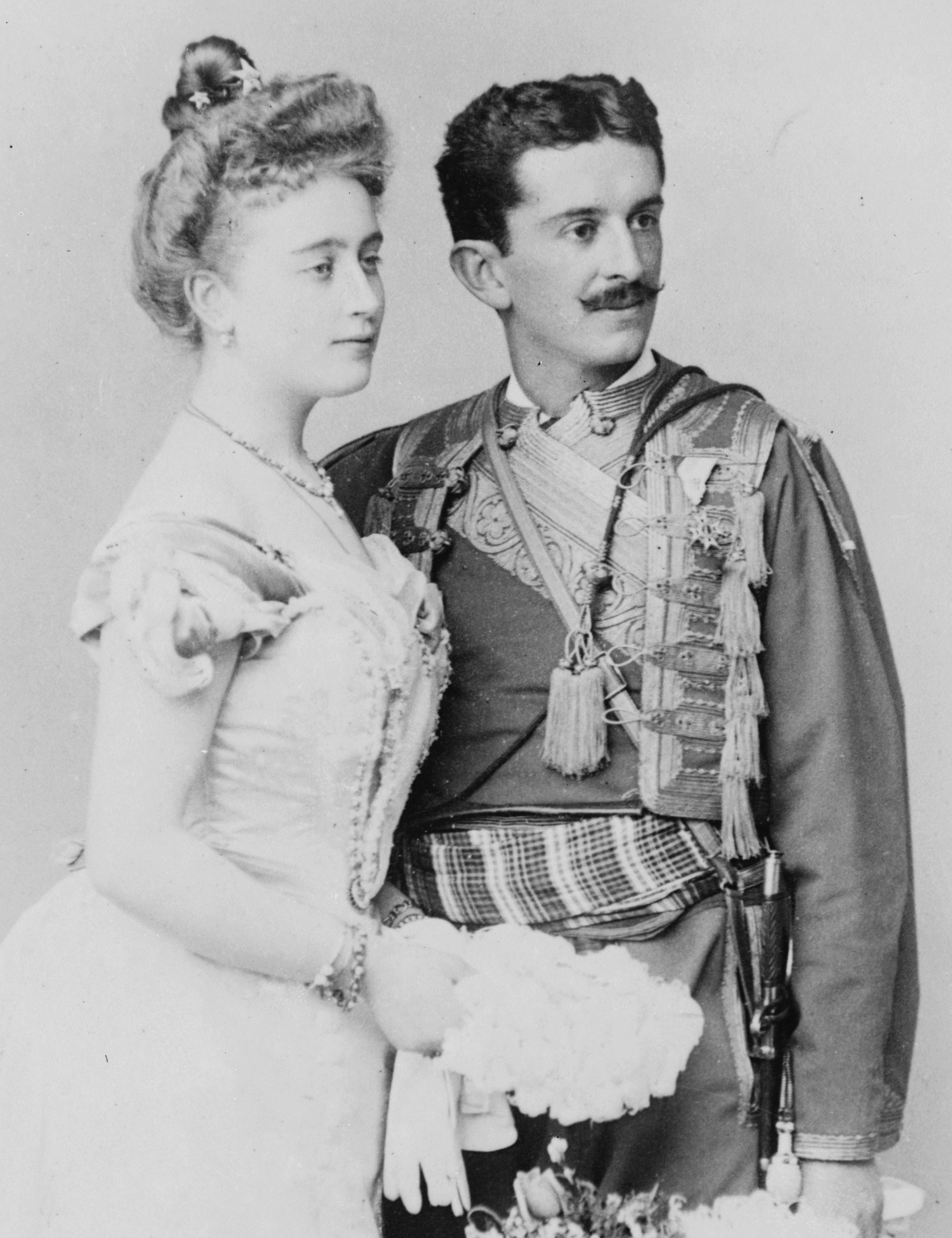
Duquesa Juta e Príncipe Daniel

Em 1898, Juta passou uma temporada de inverno na Corte Imperial da Rússia, onde foi acompanhada por sua prima, a duquesa Helena de Meclemburgo-Strelitz. Durante sua estadia no país, Juta conheceu o príncipe Daniel de Montenegro. O herdeiro montenegrino era aparentado com a família imperial russa, com sua irmãs Milica e Anastásia sendo casadas com o grão-duque Pedro Nikolaevich e com o duque de Leuchtenberg, respectivamente. A permanência de Juta no país deu origem a rumores de um possível noivado com um grão-duque russo. Os rumores provaram estarem parcialmente corretos quando o seu avô, o grão-duque Frederico Guilherme de Meclemburgo-Strelitz, anunciou em 20 de Abril de 1899 oficialmente o noivado de Juta. No entanto não era com um grão-duque russo que ela se casaria, em vez disso ela desposaria o príncipe herdeiro Daniel de Montenegro. Na altura do noivado Juta contava com dezenove anos, e seu noivo com vinte e sete anos.

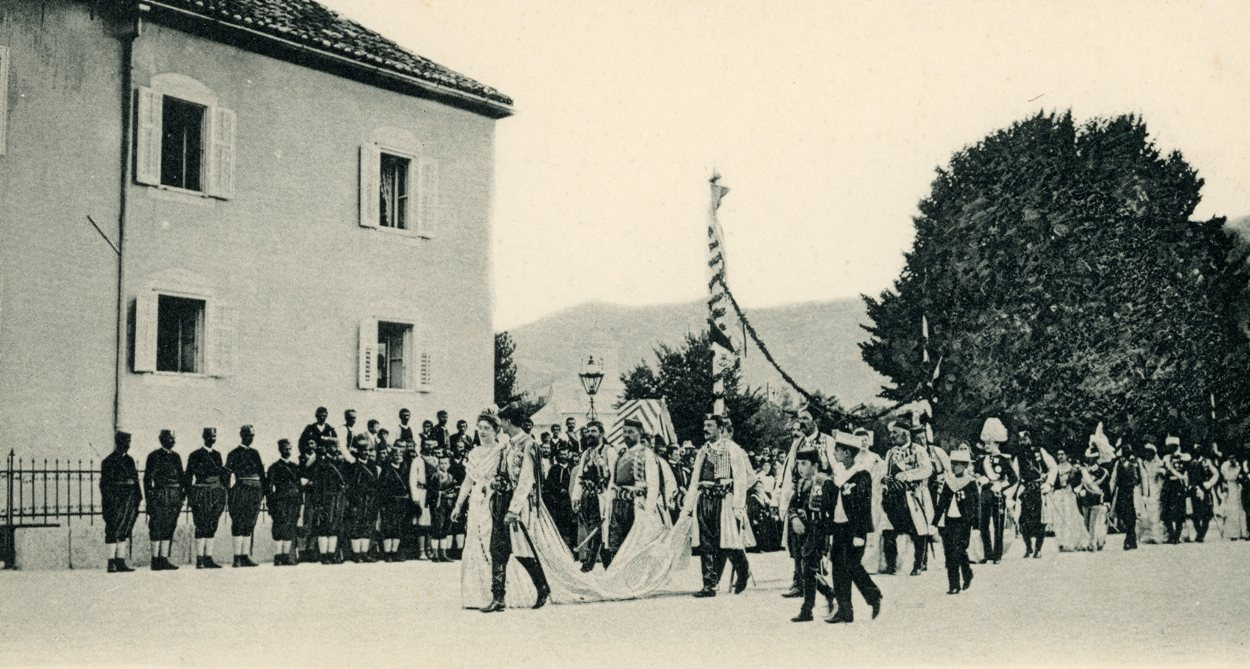
Procissão do casamento do príncipe Daniel e Juta

Seu primo o imperador Guilherme II da Alemanha queria que a prima se cassasse em Berlim, entretanto ao saber que Juta planejava converter-se a religião cristã ortodoxa, o mesmo recusou-se a permitir que o casamento ocorresse na capital. Então, em vez disso, o casamento foi remarcado para 17 de Julho de 1899 em Cetinje, capital do Principado de Montenegro.
Poucas horas depois da sua chegada a Antivari, em Montenegro, Juta converteu-se à fé ortodoxa. Foi acompanhada pelo seu futuro cunhado, o príncipe herdeiro Vítor Emanuel da Itália, na sua entrada em Cetinje para o casamento. Casou-se com o príncipe Danilo no dia 27 de julho de 1899. Após o casamento e a conversão, Juta adoptou o nome de "Milica" (Militza).

### Princesa de Montenegro

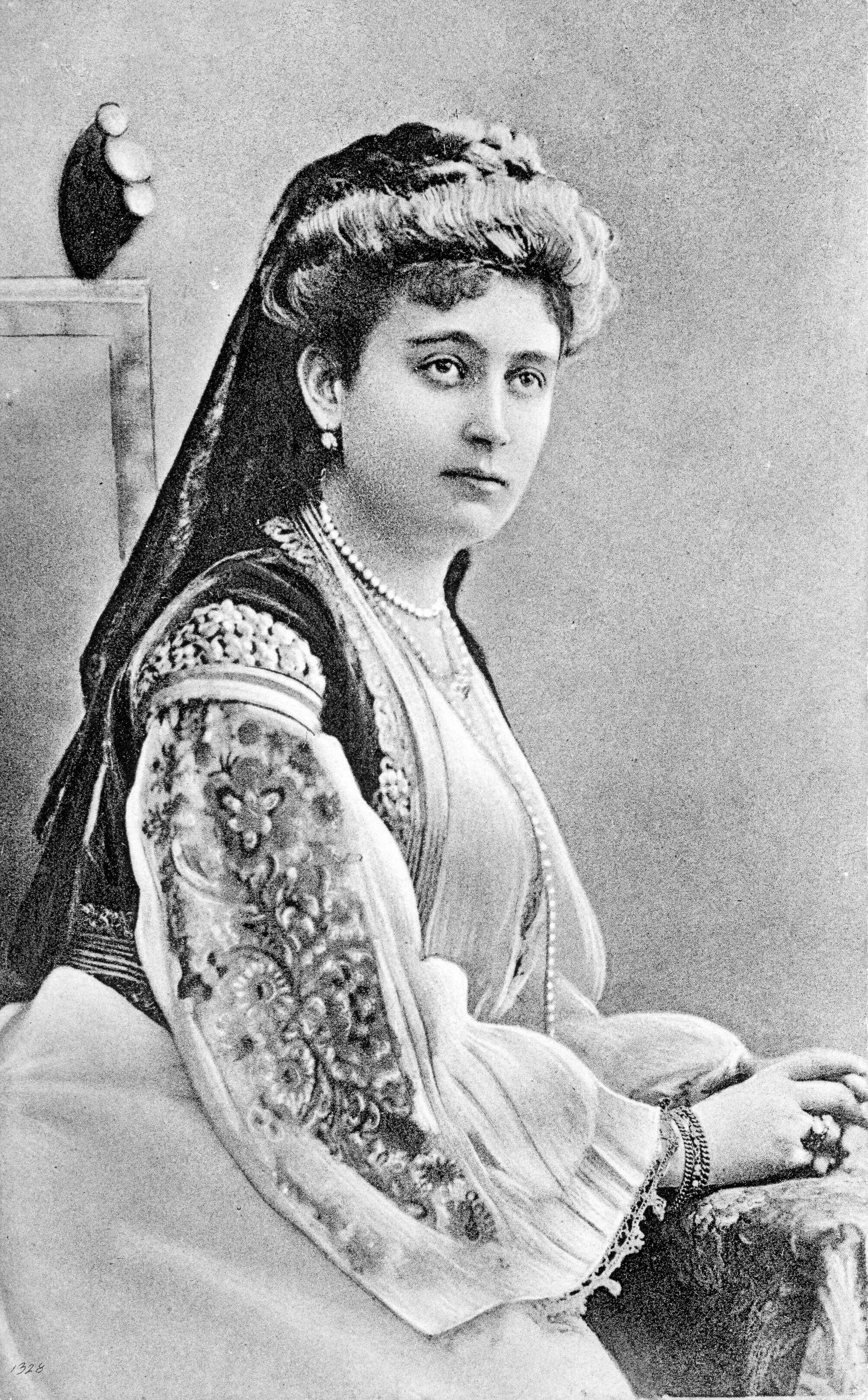
Milica em tradicional vestimenta montenegrina

Depois de seu casamento, Milica dedicou-se em se tornar popular entre seus súditos. Fora do país, o príncipe Daniel e Milica frequentemente representavam a família real montenegrina em eventos reais na Europa. Eles foram os únicos membros de uma casa estrangeira a comparecer à coroação de seu cunhado, o rei Pedro I da Sérvia, em 1904. Seu cunhado subiu ao trono após o regicídio do rei Alexandre Obrenović, no ano anterior.

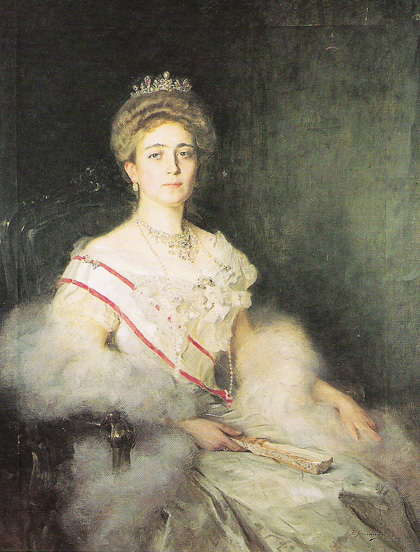
Retrato de Milica ostentando a faixa da Ordem do Príncipe Daniel de Montenegro

Na época de seu casamento, Montenegro era apenas um principado. Como tal, não havia expectativas de Milica tornar-se rainha consorte. No entanto, em 1910, a situação mudou, com o sogro de Milica, o príncipe Nicolau de Montenegro, assumindo o título de rei. Como resultado Milica viu seu status aumentar para "Sua Alteza Real". Em 1911, Milica e seu marido estiveram presentes na coroação de seu primo, o rei Jorge V do Reino Unido.
Em 1912, durante a Primeira Guerra dos Bálcãs, com o país enfrentando uma escassez de médicos, Milica assumiu pessoalmente a tarefa de dirigir o tratamento dos feridos nos hospitais provisórios.

### Primeira Guerra Mundial e últimos anos
Durante a Primeira Guerra Mundial, Montenegro lutou contra os poderes centrais que incluíam o país natal de Milica, o Império Alemão. Contudo, as ligações que tinha com a realeza alemã não impediram que ela se tornasse um alvo e a sua villa em Antivari chegou mesmo a ser bombardeada por um avião austríaco. Depois da guerra, a família real estabeleceu um governo no exílio depois de Montenegro ter sido integrado no novo Reino dos Sérvios, Croatas e Eslovenos. O seu sogro, o rei Nicolau I, morreu no dia 1 de março de 1921 e o seu marido sucedeu como rei titular de Montenegro. Esteve nesta posição apenas uma semana antes de abdicar em favor do seu sobrinho Miguel.
Milica passou o resto da vida no exílio, vivendo com o marido em Paris até à morte dele em 1939. Milica morreu em Roma durante o reinado do seu cunhado, o rei Vítor Emanuel III.

## Títulos e honrarias

### Formas de tratamento e títulos
- 24 de janeiro de 1880 – 27 de julho de 1899: Sua Alteza, a duquesa Juta de Meclemburgo-Strelitz
- 27 de julho de 1899 – 1 de março de 1921: Sua Alteza Real, a Princesa herdeira de Montenegro
- 7 de março de 1921 – 17 de fevereiro de 1946: Sua Alteza Real, Princesa Daniel de Montenegro
  - pretendente: 1 de março de 1921 – 7 de março de 1921: Sua Majestade, a Rainha de Montenegro

### Honrarias
- Grã-Cruz da Ordem do Príncipe Daniel de Montenegro
- Grã-Cruz da Ordem de Chefakat, Império Otomano (16 de julho de 1899)